# 사레
사레 또는 흡인(Aspiration)은 무언가를 삼키는 과정에서 타액 및 액체, 음식물 따위가 기관계, 즉 기도와 허파로 유입되는 현상을 뜻한다. 일반적으로 '사레가 들리다'라고 표현하며 일시적으로 심한 기침을 하는 현상을 보인다. 의학 용어로는 흡인 (Aspiration)이라고도 한다. 
정상적인 상태에서도 소량의 흡인 현상은 꾸준히 일어나는 것으로 알려져 있지만 정상인의 경우 별다른 합병증이 발생하지 않는다. 그러나 흡인물의 양과 빈도, 형태, 개인의 면역 기능 등에 따라 병증이 나타날 수 있으며, 흡인성 폐렴의 원인이 될 수도 있다.

## 같이 보기
- 익사
- 기도 폐쇄